# 野見山昭彦
野見山 昭彦（のみやま あきひこ、1934年6月15日 - ）は、日本の実業家。ジャパンエナジー代表取締役会長兼社長や、新日鉱ホールディングス代表取締役社長、同社代表取締役会長などを歴任した。

## 人物・経歴
福岡県出身。1957年東京大学法学部卒業、日本鉱業入社。石油事業本部管理室長を経て、1984年取締役石油事業本部副本部長に昇格。1989年常務取締役。1992年日鉱共石常務取締役企画本部長。1993年ジャパンエナジー常務取締役企画本部長。1994年同社専務取締役東京支店長。1996年同社代表取締役社長。
2000年からジャパンエナジー代表取締役会長兼社長及び鹿島石油代表取締役社長を務め、日鉱金属、日鉱マテリアルズとの経営統合にあたった。2002年に持株会社として設立された新日鉱ホールディングスの代表取締役社長に就任。2003年同社代表取締役取締役会長。2006年同社相談役。2007年日立製作所取締役、みずほフィナンシャルグループ取締役。